# 惠斯珀靈派恩斯 (北卡羅萊納州)
惠斯珀靈派恩斯（英語：Whispering Pines）是一個位於美國北卡羅萊納州穆爾縣的村。

## 人口
根據2020年美國人口普查的數據，惠斯珀靈派恩斯的面積為11.44平方千米，當中陸地面積為9.82平方千米，而水域面積為1.62平方千米。當地共有人口4987人，而人口密度為每平方千米436人。